# Весёлый (Могилёвский район)
Весёлый — посёлок в составе Вендорожского сельсовета Могилёвского района Могилёвской области Республики Беларусь.

## Географическое положение
Ближайшие населённые пункты: Вендриж, Маяк, Новосёлки.